# مردگان متحرک (فصل ۸)
پخش فصل هشتم سریال مردگان متحرک محصول شبکه ای‌ام‌سی از ۲۲ اکتبر ۲۰۱۷ آغاز شد. این فصل شامل ۱۶ قسمت است. هشت قسمت دوم این فصل از ۲۵ فوریه ۲۰۱۸ آغاز شد.

## بازیگران اصلی
- اندرو لینکولن در نقش ریک گریمز
- چندلر ریگز در نقش کارل گریمز
- نورمن ریداس در نقش دریل دیکسون
- ملیسا مک براید در نقش کارول پلیتر
- لورن کوهن در نقش مگی گرین
- دانای گوریرا در نقش میشون
- آلانا ماسترسون در نقش تارا کامبلر
- جاش مک درمیت در نقش یوجین پورتر
- کریستین سراتوس در نقش رزیتا اسپینوسا
- سث گیلیام در نقش گابریل استوکس
- جفری دین مورگان در نقش نیگان
- آستین آملیو در نقش دووایت
- تام پین در نقش جیزِز
- زاندر برکلی در نقش گرگوری
- پولیانا مک‌اینتاش در نقش جِیدیس
- استیون آگ در نقش سایمون، معاون نیگان
- کیتلین نیکن در نقش اینِد
- کاری پیتن در نقش شاه ایزیکیِل
- لنی جیمز در نقش مورگان

## قسمت‌ها
| شم. کلی | شم. در فصل | عنوان                      | کارگردان              | نویسنده | تاریخ انتشار اصلی | U.S. تعداد بیننده (میلیون) |
| ------- | ---------- | -------------------------- | --------------------- | --- | ----------------- | -------------------------- |
| ۱۰۰     | ۱          | «ترحم»                     | Greg Nicotero         | Scott M. Gimple | ۲۲ اکتبر ۲۰۱۷     | 11.44                      |
| ۱۰۱     | ۲          | «نفرین شدگان»              | Rosemary Rodriguez    | Matthew Negrete & Channing Powell                                                                                      | ۲۹ اکتبر ۲۰۱۷     | 8.92                       |
| ۱۰۲     | ۳          | «هیولاها»                  | Greg Nicotero         | Matthew Negrete & Channing Powell                                                                                      | ۵ نوامبر ۲۰۱۷     | 8.52                       |
| ۱۰۳     | ۴          | «یک یارو»                  | Dan Liu               | David Leslie Johnson                                                                                                   | ۱۲ نوامبر ۲۰۱۷    | 8.69                       |
| ۱۰۴     | ۵          | «U بزرگ و ترسناک»          | Michael E. Satrazemis | داستان : Scott M. Gimple & David Leslie Johnson & Angela Kang نمایشنامۀ تلویزیونی : David Leslie Johnson & Angela Kang | ۱۹ نوامبر ۲۰۱۷    | 7.85                       |
| ۱۰۵     | ۶          | «شاه، بیوه و ریک»          | John Polson           | Angela Kang & Corey Reed                                                                                               | ۲۶ نوامبر ۲۰۱۷    | 8.28                       |
| ۱۰۶     | ۷          | «زمانی برای بعد»           | اعلان‌نشده             | اعلان‌نشده | ۳ دسامبر ۲۰۱۷     | ۷٫۴۷                       |
| ۱۰۷     | ۸          | «طوری که باید باشد»        | اعلان‌نشده             | اعلان‌نشده | ۱۰ دسامبر ۲۰۱۷    | ۷٫۸۹                       |
| ۱۰۸     | ۹          | «افتخار»                   | Greg Nicotero         | Matthew Negrete & Channing Powell                                                                                      | ۲۵ فوریه ۲۰۱۸     | 8.28                       |
| ۱۰۹     | ۱۰         | «گمشدگان و غارتگران»       | اعلان‌نشده             | اعلان‌نشده | ۴ مارس ۲۰۱۸       | 6.82                       |
| ۱۱۰     | ۱۱         | «مرده یا زنده یا»          | اعلان‌نشده             | اعلان‌نشده | ۱۱ مارس ۲۰۱۸      | 6.60                       |
| ۱۱۱     | ۱۲         | «کلید»                     | اعلان‌نشده             | اعلان‌نشده | ۱۸ مارس ۲۰۱۸      | 6.66                       |
| 112     | 13         | «ما را به بیراهه نفرست»    | اعلان‌نشده             | اعلان‌نشده | ۲۵ مارس ۲۰۱۸      | ن/م                        |
| 113     | 14         | «هنوز باید معنی داشته بشد» | اعلان‌نشده             | اعلان‌نشده | ۱ آوریل ۲۰۱۸      | ن/م                        |
| 114     | 15         | «ارزش»                     | اعلان‌نشده             | اعلان‌نشده | ۸ آوریل ۲۰۱۸      | ن/م                        |
| 115     | 16         | «خشم»                      | اعلان‌نشده             | اعلان‌نشده | ۱۵ آوریل ۲۰۱۸     | ن/م                        |